# Pédagogie de projet
La pédagogie de projet est une pratique de pédagogie active qui permet de générer des apprentissages à travers la réalisation d'une production concrète.
Le projet peut être individuel (comme un exposé ou une maquette) ou collectif (l'organisation d'une fête, d'un voyage, d'un spectacle). Il est semblable à une « entreprise qui permet à un collectif d'élèves de réaliser une production concrète socialisable, en intégrant des savoirs nouveaux ». En effet, lors de la démarche de projet, l'élève est placé en situation de résolution de problèmes, participant de fait au processus d’apprentissage. Cette pédagogie est également fondée sur la motivation des élèves et permet l'objectif de réalisation concrète.

## Historique

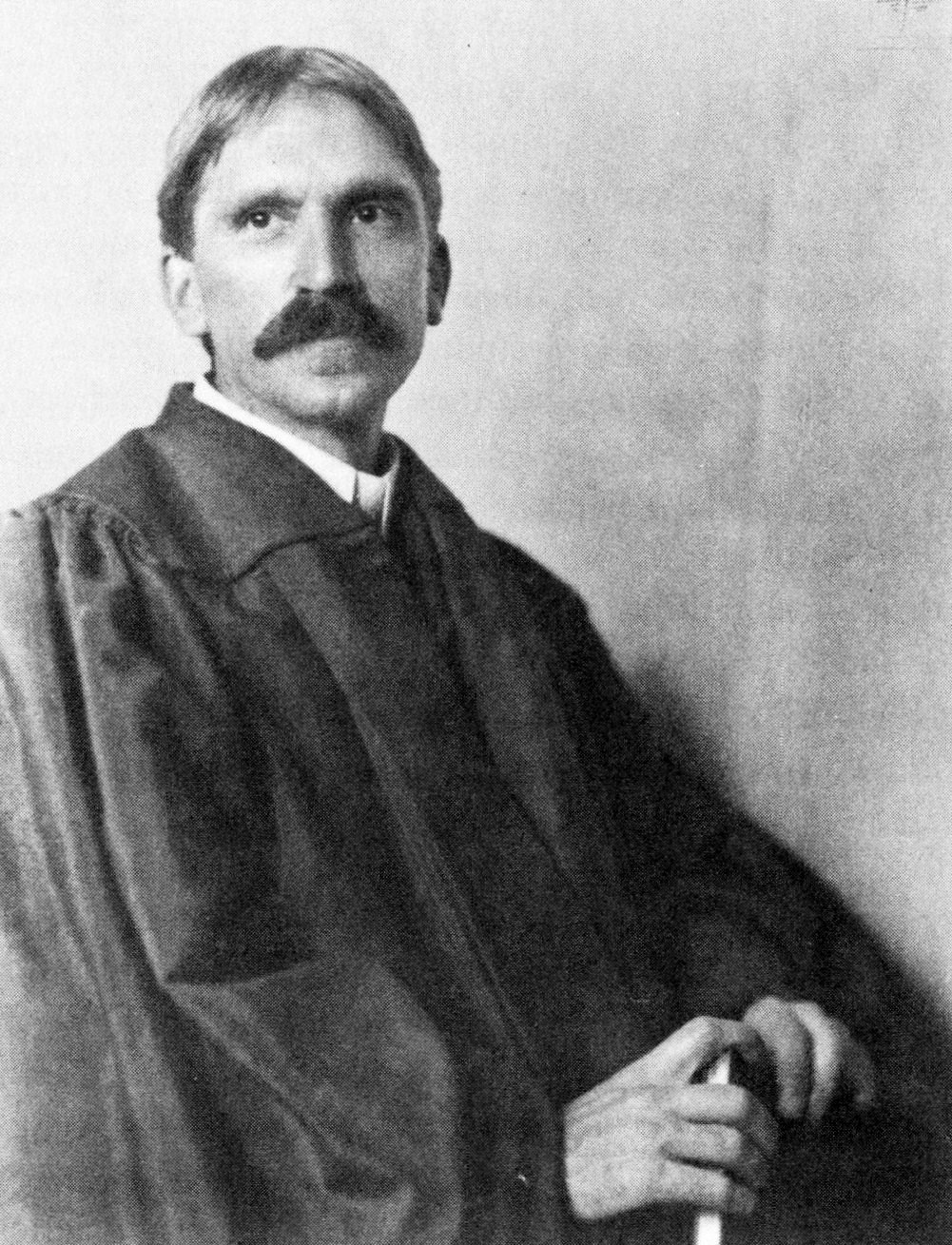
Dewey, 1902.

Historiquement, la pédagogie de projet remonte au philosophe John Dewey qui place le projet comme une réalisation en petits groupes par division du travail et rotation dans les rôles assumés par chacun. « Les enfants participent à la préparation des projets, qu’ils vont exécuter selon une division du travail de type coopératif caractérisée par une rotation fréquente dans l’attribution des rôles de direction. »
Mais l'idée (project-based learning) a vraiment été précisée par William Heard Kilpatrick, en 1918, dans un article intitulé The Project Method. Selon sa conception du « project-based learning », tout enseignement doit partir de l’expérience s’organisant par le biais d'un travail productif. La pédagogie de projet est alors une pratique de pédagogie que l'on peut qualifier d'active, produisant des apprentissages à travers la réalisation d’une production concrète.

## Étapes de la pédagogie de projet
« Le projet est un ensemble articulé d’objectifs et de moyens destinés à les réaliser ».
Dans le cadre de l’éducation c’est un ensemble d'objectifs définis par l'équipe enseignante en fonction des textes officiels, des enseignants, des besoins des élèves et des contraintes matérielles, pécuniaires et spatio-temporelles.
« Le projet est une anticipation opératoire, individuelle ou collective, d’un futur désiré ». C'est pourquoi il y a des étapes à suivre et à respecter chronologiquement pour mener à bien la pédagogie du projet.

### Choisir
Le projet doit être défini dans ses buts et objectifs.
Pour les enseignants tenant de l'éducation nouvelle, cette étape de choix fait partie intégrante du projet.
Rechercher un thème intéressant, vérifier la faisabilité, rechercher un consensus dans le cas d'un projet collectif ont en eux-mêmes une valeur pédagogique importante.
Quand la démarche de projet est employée dans une pédagogie plus traditionnelle, cette étape est généralement réalisée par l'enseignant, qui propose un choix aux élèves parmi des thèmes qu'il a sélectionnés.

### Produire
Les élèves, ou les étudiants, vont mener à bien leur projet de façon autonome. Ils vont chercher les informations, essayer, analyser leurs échecs, leurs réussites, chercher encore jusqu'à ce que leur projet aboutisse. Les projets font émerger des besoins en matière d'apprentissage. Tout au long de leur travail, les étudiants sont amenés à faire le bilan de leurs avancées, en fonction des objectifs de départ. Il s'agit bien là d'auto-évaluation.

### Faire le bilan
Le temps de bilan est partie intégrante du projet. Tout projet doit aboutir à une production que les autres vont voir et reconnaître. La présentation du travail réalisé à ses pairs, ou à un cercle plus large en est un élément important. Le bilan permet la valorisation des efforts accomplis en vue de la réalisation du projet. Il a pour fonction de rétrocéder une partie du travail et des acquis du projet aux porteurs.
Le bilan est un outil de la production de savoirs empiriques. Il crée une pause et de la distanciation propre à formaliser des connaissances ou ajuster des comportements. Sa pertinence est alors meilleure après un laps de temps suffisant qui tend à objectiver son contenu en écartant les parasites émotionnels générés par l'action.

## Intérêts

### Intérêts en général
L'une des difficultés pour l'enseignant est de gérer les divers projets dans le cadre d'un enseignement différencié. Par ailleurs, l'une des particularités de cette démarche est de faire en sorte que les élèves d'un même groupe ou d'une même classe, par des cheminements divers, des projets plus ou moins différents, arrivent à un but commun. 
La pédagogie de projet présente de nombreux avantages. On note la richesse de différenciation des itinéraires d'apprentissage ou encore l'expérimentation puissante de l'autonomie ainsi que l'essor d'une forte motivation.

### Intérêts pour l'élève
Cette pédagogie permet aux élèves d'avancer dans l'apprentissage de l'autonomie mais aussi d'expérimenter un cadre sécurisant fait de limites clairement définies. Elle permet aussi d'expérimenter la liberté de choisir et de suivre ses propres stratégies. Ainsi, d'augmenter son estime de soi, surtout chez les élèves en difficulté. La mise en projet déclenche le désir et l'investissement d'énergie et de temps.
En accord avec la convention sur les droits de l'enfant, élaborés par l'ONU en octobre 1989; l'autonomie est un droit à susciter, respecter, protéger et la loi d'orientation de juillet 1989 qui invite aux démarches pédagogiques qui permettent à l'élève de participer à son orientation, d'élaborer un projet personnel, de s'exprimer plus librement, enfin d'être davantage reconnu, écouté, tel qu'il est dans sa spécificité.

### Intérêts pour l'enseignant
Concrètement il s’agit d’une stratégie d'enseignement ou « formation d’enseignement dans laquelle les élèves prennent entièrement la charge de la réalisation de travaux choisis avec l’enseignant afin d’acquérir des méthodes de recherche et d’exploitation des documents et de développer par-là les qualités d’autonomie ».
Pour l'enseignant, la pédagogie du projet lui permet de différencier les contenus et les processus (la démarche contractuelle laisse, en effet, les élèves libres de proposer et de décider quand, comment, sur quoi, avec qui et avec quels moyens ils vont travailler).

### Intérêts en EPS
En éducation physique et sportive (EPS), prendre en compte les différents « profils » des élèves en proposant des modalités de contenus et d'évaluation différenciés dans le but de permettre à chacun d'établir un rapport positif et durable à l'activité pratiquée. Prendre en compte l'hétérogénéité de la classe en identifiant le niveau des élèves (leurs possibilités physique), leur mobile (leur objectif), leur rapport à l'activité (leur motivation). Favoriser la réussite de chacun en créant des projets adaptés aux différents profils d'élèves.

## Rôle de l'enseignant
L'enseignant a deux rôles :
- celui d'ingénieur pédagogique lorsqu'il conçoit le dispositif pédagogique. Dans ce cas il lui faudrait tenir compte de la critique selon laquelle certains types de projets (l'événementiel par exemple) conduisent à la reproduction d'inégalités sociales du fait du capital social que les apprenants peuvent mobiliser pour sa réalisation (Fauré et Pernin, 2013).
- celui d'accompagnement pédagogique. Il est là pour leur apporter des outils variés et discuter avec les étudiants de la méthodologie. Il organise les apprentissages nécessaires à la réalisation du projet, il aide à régler les problèmes de fonctionnement des groupes, il s'assure de l'aboutissement du projet et de sa présentation.

## Exemples de projets
Le projet est une autre manière d'apprendre, comme faire une exposition à partir d'un animal, créer un album jeunesse, visiter un lieu en lien avec la thématique choisie, créer un film sur la base d'une image/histoire. Les projets peuvent être divers et variés.
En effet, les projets peuvent être divers et variés comme en EPS. L'élève en EPS va choisir les clauses de son projet or quand c'est élève qui choisit, il rentre dans un sentiment d'autodétermination et donc de motivation. Dans une pédagogie du projet le motif pour l'élève est la volonté de respecter le projet fait avec l'enseignant. L'élève va donc s'investir plus que s'il était dans une situation imposée pour l'enseignant. La pédagogie du projet est un processus d'apprentissage et d'investissement pour l'élève : « l'autodétermination provoque l'investissement. »
Pour pratiquer une pédagogie différenciée, donc une pédagogie du projet, il est indispensable de mettre en œuvre des méthodes de travail variées et diversifiées, adaptées aux besoins et au style cognitif de chaque élève afin qu'il aille aussi loin et aussi haut que possible.

## Pédagogie de projet dans les programmes d'enseignement

### France
- Itinéraires de découverte au collège, auxquels succèdent les enseignements pratiques interdisciplinaires EPI à la rentrée 2016.
- Travaux personnels encadrés (TPE) au lycée
- Travail d'initiative personnelle encadré en classe préparatoire aux grandes écoles
- Le programme de Technologie dans les collèges français
- La Mini-entreprise
- Les Projets Initiatives et communication conduits en Éducation socioculturelle dans le programme de BTSA de l'Enseignement agricole

### Québec
Depuis 2000, le programme de formation de l'école québécoise fonde l'enseignement sur l'expérimentation et la pédagogie de projet. Ce programme fut mis en place à partir de l'école primaire et s'étend maintenant à toutes les années du primaire et du secondaire.

### Suisse romande
Le plan d'étude romand (PER) introduit en 2010, met en avant la pédagogie de projet au sein des classes primaires et secondaires. Le PER propose de la travailler par l'intermédiaire de deux axes : les sciences humaines et sociales; citoyenneté → SHS 23-24 et SHS 33-34 et capacités transversales ; collaboration, communication, stratégies d'apprentissage, pensée créatrice et démarche réflexive.